# Sportclub Story
Sportclub Story ist eine Sendereihe des NDR-Fernsehens.
Sie wird seit dem 09. August 2015 im Anschluss an die Sportclub-Sendungen im NDR Fernsehen sowie über die Mediathek ausgestrahlt. Die reguläre Dauer der Sendungen ist 30 Minuten, Themen sind insbesondere Hintergrundberichte und Porträts aus der Welt des Sports.
Hauptautoren sind u. a. Inka Blumensaat, Jan-Dirk Bruns, Hendrik Deichmann, Patrick Halatsch, Sven Kaulbars, Hendrik Maaßen, Boris Poscharsky, Thorsten Vorbau, Ben Wozny.